# Xbox Media Player
L'Xbox Media Player, (detto anche XBMP), è un programma multimediale predecessore di Kodi. Basato sul core MPlayer, permetteva agli utenti di una Xbox modificata: 
- la visione di file di video e immagini;
- la riproduzione dei file musicali sull'Hard Disk, sui CD, DVD;
- e/o condivisioni SMB (Samba).

Per questioni di copyright, è illegale distribuire XBMP in forma già compilata; ma data la natura Open source di XBMP, gli utenti sono liberi di modificare e compilare il codice sorgente a piacimento.